# Vihiga County
Vihiga County (bis 2010 Vihiga District) ist ein County in Kenia. Die Hauptstadt ist Mbale. Das County liegt auf einer Höhe zwischen 1300 und 1500 m über dem Meeresspiegel.

## Gliederung
Das County gliedert sich in sechs Divisionen: Luanda, Emuhaya, Sabatia, Tiriki East, Tiriki West und Vihiga. Es gibt vier Wahlbezirke, Emuhaya Sabatia, Vihiga und Hamisi. Bis 1991 gehörte der ehemalige Vihiga District zum Kakamega District. Im Rahmen der Verfassung von 2010 wurden die Distrikte Emuhaya, Hamisi und Vihiga unter der neuen Bezeichnung Vihiga County vereinigt.
| Division    | Einwohner (1999) | Fläche in km² |
| ----------- | ---------------- | ------------- |
| Luanda      | 102.084          | 098,6         |
| Emuhaya     | 076.457          | 074,6         |
| Sabatia     | 130.129          | 110,4         |
| Tiriki East | 066.181          | 097           |
| Tiriki West | 084.317          | 092,1         |
| Vihiga      | 091.632          | 090,3         |
| Gesamt      | 550.800          | 563           |

## Wirtschaft
Die meisten Menschen im Vihiga County leben von Landwirtschaft und Viehzucht. Es werden hauptsächlich Mais, Bohnen, Hirse, Kartoffeln, Bananen, Tee, Kaffee und Zuckerrohr angebaut. Die Viehzucht konzentriert sich auf Rinder, Schafe, Hausziegen und Hühner. 62 % der Bevölkerung im Vihiga County leben unterhalb der Armutsgrenze.

## Gesundheitswesen
Im Vihiga County gibt es 23 öffentliche und 57 private Gesundheitseinrichtungen. Auf einen Arzt kommen 50.000 potentielle Patienten. Die häufigsten Erkrankungen sind Malaria, Atemwegsinfektionen und Pneumonien. Etwa 15 % der Bevölkerung sind HIV-positiv oder an Aids erkrankt. Die Säuglingssterblichkeit liegt mit 10 % sehr hoch, 13,3 % der Kinder sterben vor dem 5. Geburtstag. Mehr als 30 % der Kinder im Vihiga County sind mangelernährt und untergewichtig.

## Bildung
Das County verfügt über 598 Pre-Primary Schools, 348 Primary Schools, und 84 Secondary Schools. Das Lehrer/Schüler-Verhältnis beträgt 1:35 in den Primary Schools und 1:20 in den Secondary Schools.